# Limetz-Villez
Limetz-Villez là một xã thuộc tỉnh Yvelines, trong vùng Île-de-France, Pháp, cự ly khoảng 24 km về phía tây bắc de Mantes-la-Jolie.
Cách xã giáp ranh: Gommecourt về phía đông, Giverny và Sainte-Geneviève-lès-Gasny về phía bắc và Bennecourt về phía đông nam. Sông Seine tách Port-Villez và Jeufosse về phía tây.

## Thông tin nhân khẩu
| 1793 | 1800 | 1806 | 1821 | 1831 | 1836 | 1841 | 1846 | 1851 |
| ---- | ---- | ---- | ---- | ---- | ---- | ---- | ---- | ---- |
| 819  | 811  | 823  | 820  | 864  | 868  | 795  | 776  | 742  |

| 1856 | 1861 | 1866 | 1872 | 1876 | 1881 | 1886 | 1891 | 1896 |
| ---- | ---- | ---- | ---- | ---- | ---- | ---- | ---- | ---- |
| 700  | 692  | 651  | 701  | 594  | 512  | 544  | 643  | 534  |

| 1901 | 1906 | 1911 | 1921 | 1926 | 1931 | 1936 | 1946 | 1954 |
| ---- | ---- | ---- | ---- | ---- | ---- | ---- | ---- | ---- |
| 510  | 509  | 504  | 525  | 518  | 540  | 491  | 557  | 655  |

| 1962                                         | 1968 | 1975 | 1982  | 1990  | 1999  | - | - | - |
| -------------------------------------------- | ---- | ---- | ----- | ----- | ----- | - | - | - |
| 745                                          | 733  | 828  | 1 158 | 1 400 | 1 753 | - | - | - |
| Số liệu kể từ 1962 : dân số không tính trùng |      |      |       |       |       |   |   |   |

## Hành chính
| Danh sách các thị trưởng               |           |             |      |         |
| Giai đoạn                              | Giai đoạn | Tên         | Đảng | Tư cách |
| tháng 3 năm 2001                       | 2014      | Michel Obry | ?    | -       |
| Tất cả các dữ liệu trước đây không rõ. |           |             |      |         |

Bản mẫu:Tổng Bonnières-sur-Seine